# Omloop der Kempen 2025 (mannen)
De 76e editie van de wielerwedstrijd Omloop der Kempen vond plaats op 18 mei 2025. De 148 deelnemers moesten een parcours van 182,9 kilometer in en rond Veldhoven afleggen. De wedstrijd maakte deel uit van de UCI Europe Tour, met de categorie 1.2, en de Holland Cup. De Belg Arne Santy won in een sprint, voor de Nederlander Roy Hoogendoorn en Blake Agnoletto uit Australië.

## Uitslag
| Plaats  | Naam                 | Ploeg                      | Tijd     |
| ------- | -------------------- | -------------------------- | -------- |
| Winnaar | Arne Santy           | Tarteletto-Isorex          | 3u49'49" |
| 2       | Roy Hoogendoorn      | Metec-SOLARWATT p/b Mantel | z.t.     |
| 3       | Blake Agnoletto      | Atom 6 Bikes-Decca         | z.t.     |
| 4       | Rotem Tene           | Israel Premier Tech Acad.  | z.t.     |
| 5       | Thomas Vuerinckx     | Lotto Dev.                 | z.t.     |
| 6       | Timo de Jong         | VolkerWessels              | z.t.     |
| 7       | Delano Swenne        | GRC Jan van Arckel         | z.t.     |
| 8       | Joost Nat            | BEAT                       | z.t.     |
| 9       | Joshua Anderson      | XSpeed United              | z.t.     |
| 10      | Mathis Avondts       | Parkhotel Valkenburg       | z.t.     |
| 11      | Marcus Sander Hansen | BHS-PL Beton Bornholm      | z.t.     |
| 12      | Steyn van der Veen   | Sensa-Kanjers voor Kanjers | z.t.     |
| 13      | Álex Jaime           | GIANT Store Assen-NWVG     | z.t.     |
| 14      | Jasper de Laat       | JEGG-SKIL-DJR              | z.t.     |
| 15      | Thijmen Paardekooper | Volharding                 | z.t.     |
| 16      | Rens Grömmel         | Dutch Food Valley          | z.t.     |
| 17      | Axel Froner          | GIANT Store Assen-NWVG     | z.t.     |
| 18      | Thibault Bernard     | Lotto Dev.                 | z.t.     |
| 19      | Hugo Paats           | Diftar                     | + 4"     |
| 20      | Pieter Van Laer      | Atom 6 Bikes-Decca         | + 5"     |